# 帝力基督君王像
帝力基督君王像（葡萄牙語：Estátua do Cristo Rei de Díli）是一尊高27米的耶稣基督巨像，矗立于东帝汶帝力法图卡马角的地球仪上。它是东帝汶的主要旅游景点之一。
这座雕像由穆罕默德·赛伊利亚（Mochamad Syailillah）设计。1996年由印度尼西亚总统苏哈托正式揭幕，作为印度尼西亚政府赠送给当时的东帝汶省人民的礼物。

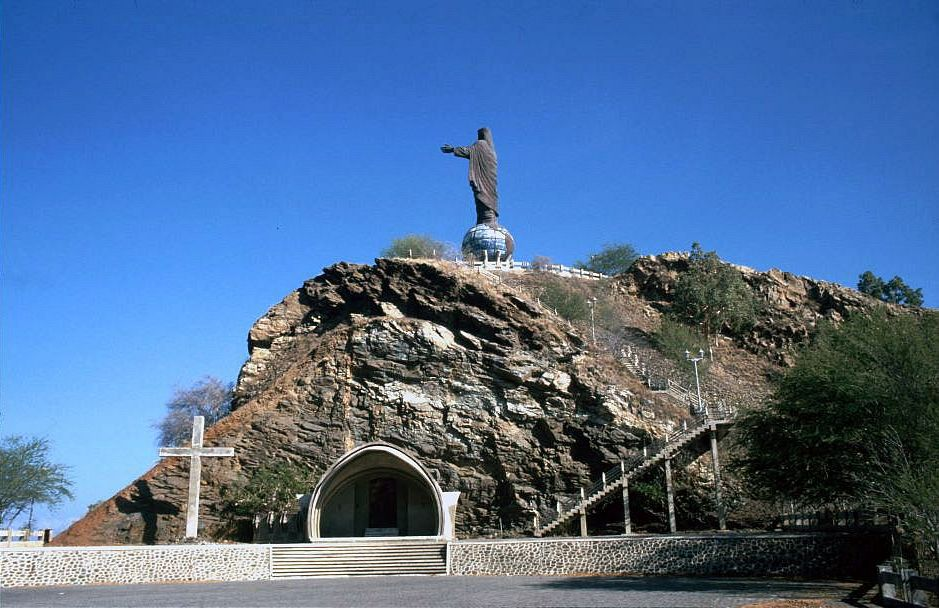
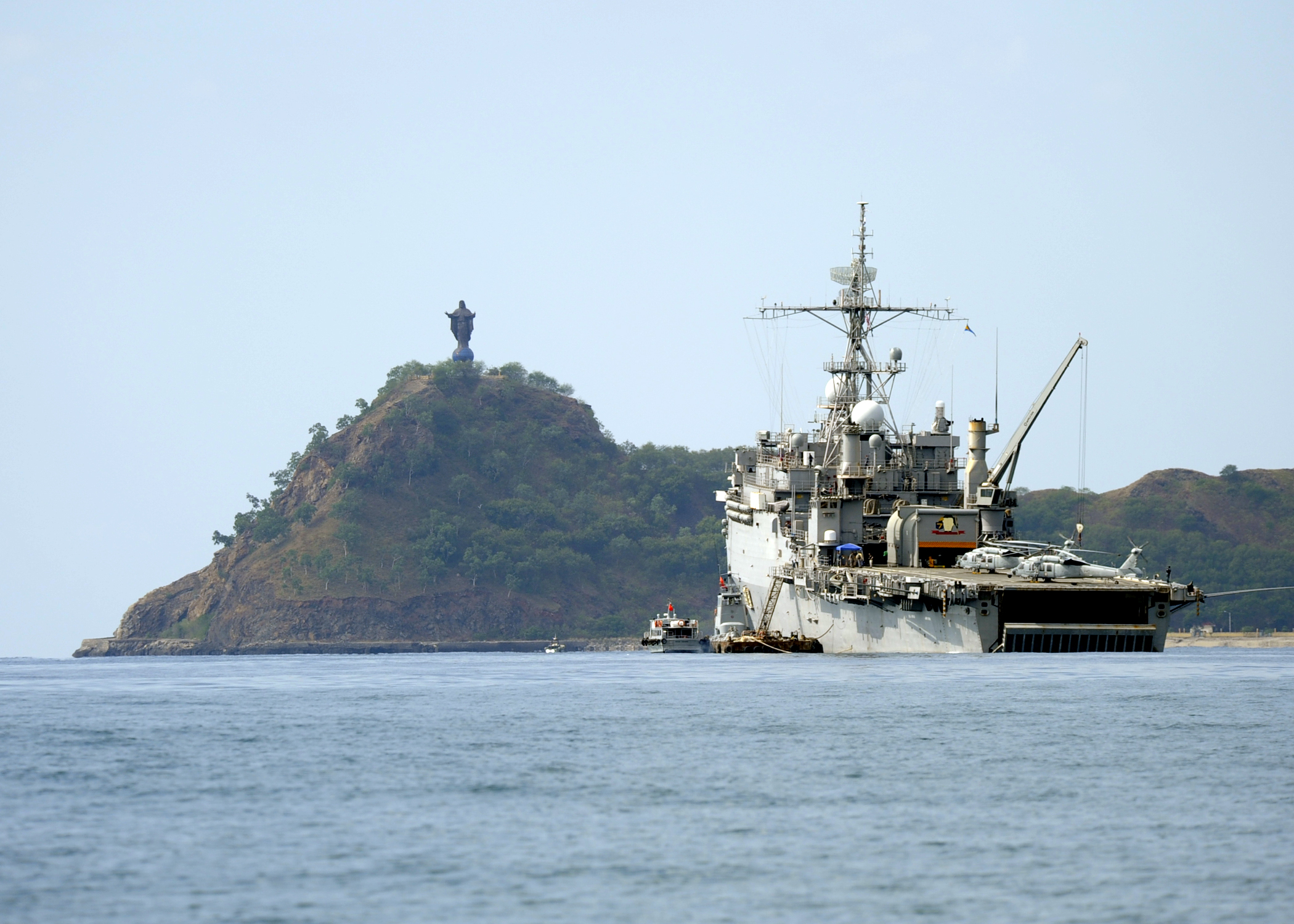
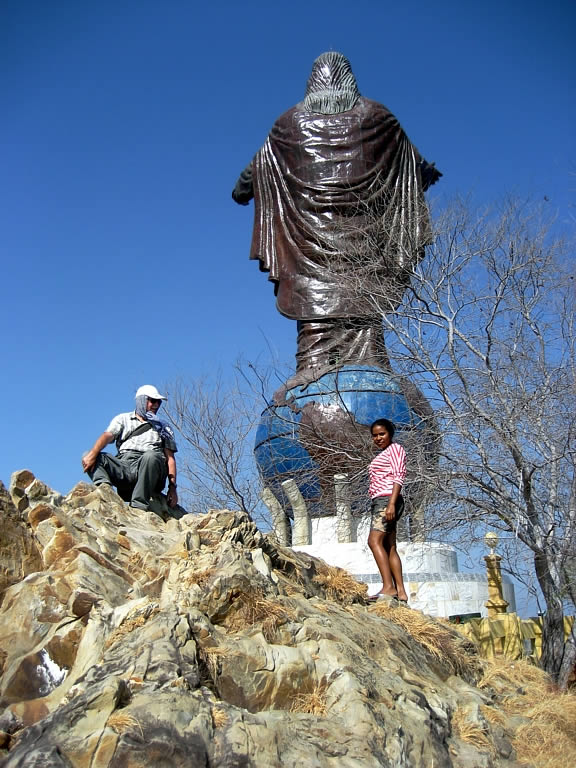
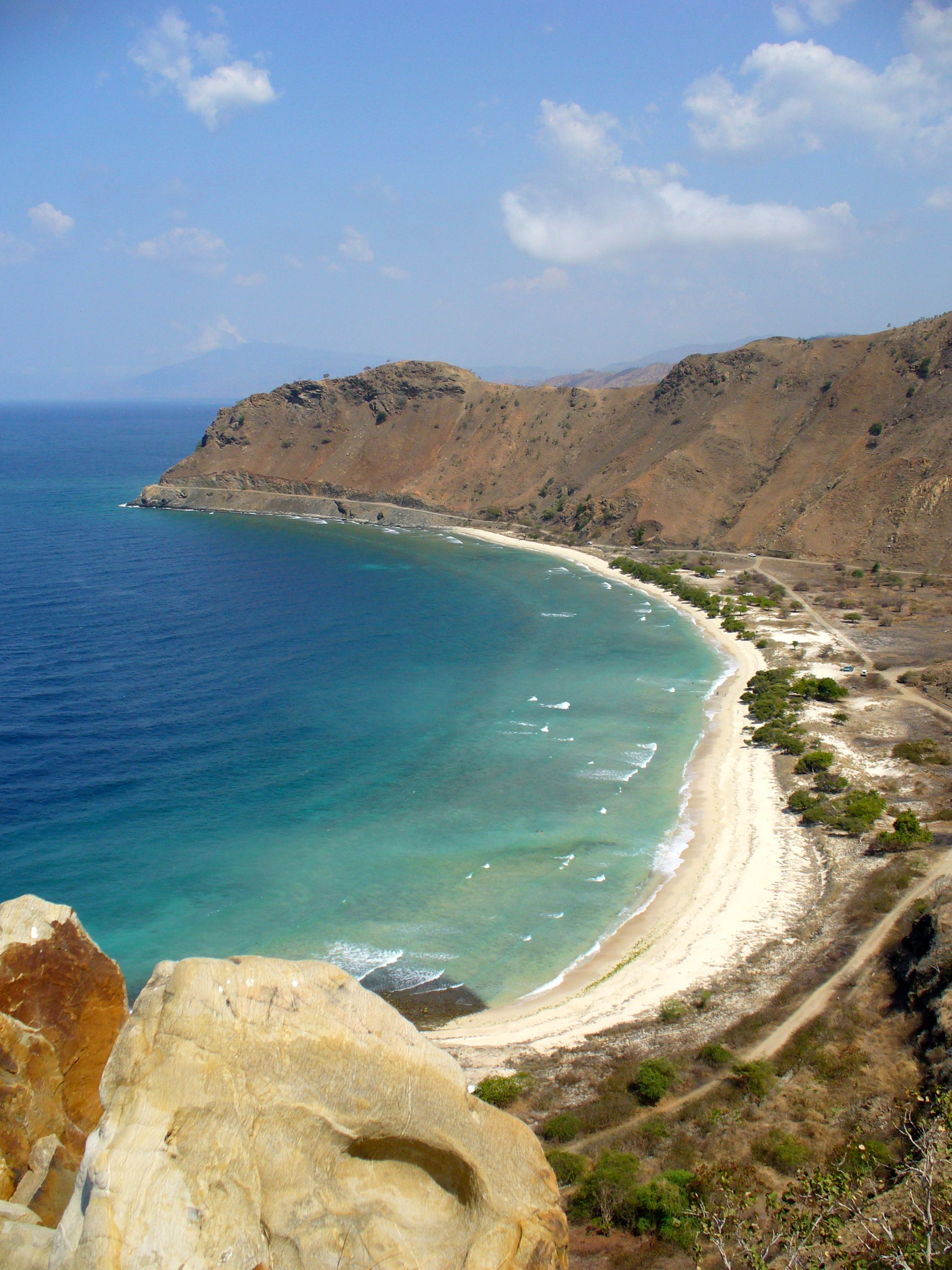
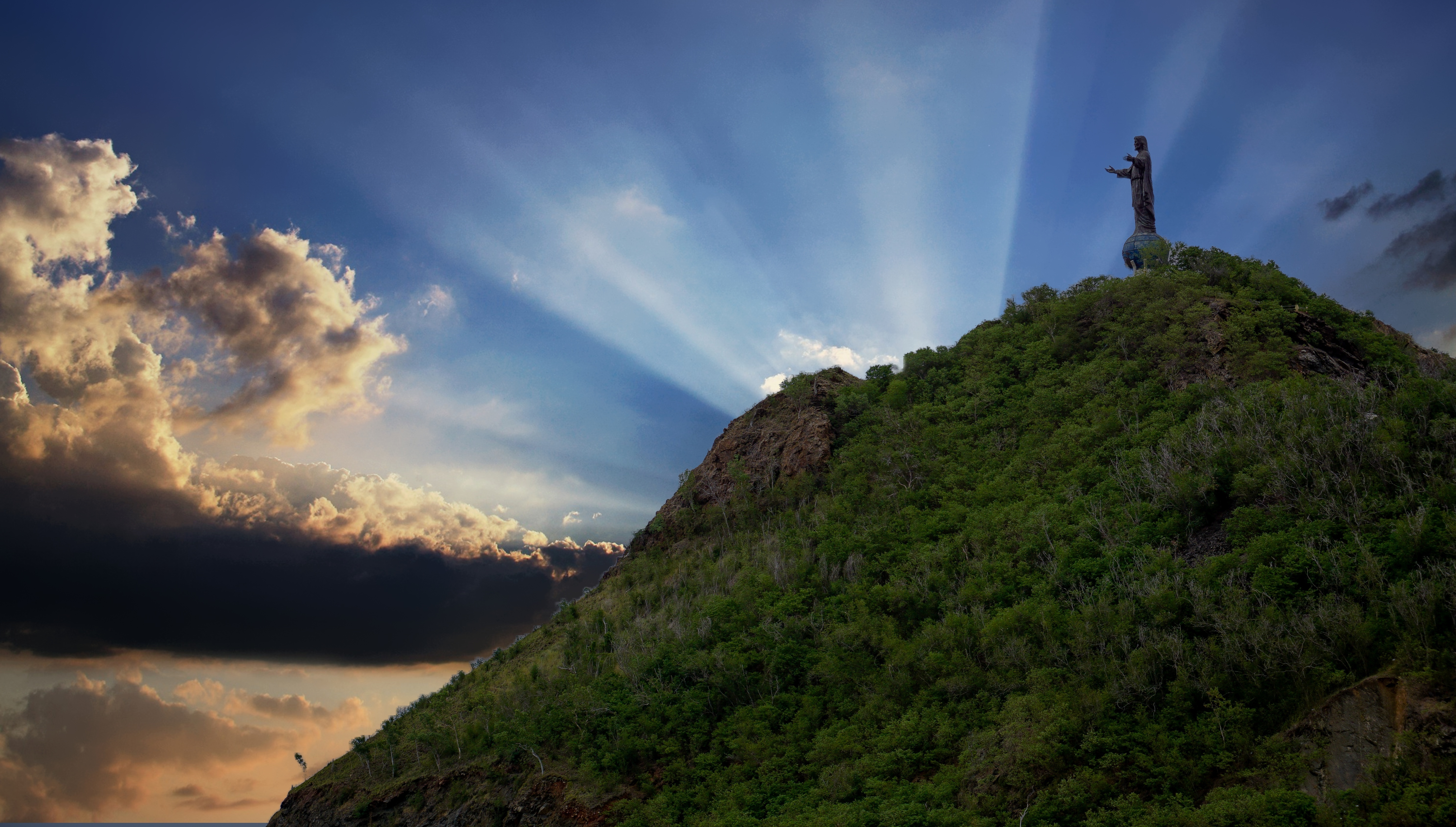